# Acela Express
Acela Express er Amtraks højhastighedstog i Northeast Corridor (NEC, Nordøstkorridoren) i det nordøstlige USA, som kører mellem Washington D.C. og Boston via Baltimore, Philadelphia og New York City. Der anvendes krængestyrede tog, som gør det muligt for togene, at køre med høj hastighed gennem NEC's skarpe kurver, uden at forringe passagerkomforten, ved at mindske den laterale centrifugalkraft.
Acela Express er de eneste højhastighedstogsæt i Nordamerika. Togsættenes maksimale hastighed er 240 km/t, dog er gennemsnitshastigheden på strækningen mindre end halvdelen, 110 km/t. Acela er blevet populær hos forretningsrejsende, og efter nogle målemetoder har det opnået over halvdelen af markedsandelen af fly- og togrejsende mellem Washington D.C. og New York City. Mellem New York City og Boston har Acela Express opnået op til 37 procent af det kombinerede marked for tog- og flyrejsende.
I regnskabsåret 2010 havde Acela 3,2 millioner passagerer, mens den travleste Amtrak-rute, den noget langsommere Northeast Regional, der blandt andet dækker samme strækning, havde 7,1 millioner passagerer i 2010, på grund af rutens lavere billetpriser og flere stationer undervejs. Acela Express er en af de få Amtrak-ruter, der giver overskud; de to ruter tilsammen genererer over halvdelen af Amtraks samlede indtægter. I 2010 havde Acela Express en samlet indtægt på 440.119.294 dollar, mod 409.251.483 dollar i 2009.